# يونكرز إيه 50
يونكرز إيه 50 (بالإنجليزية: Junkers A50)‏ هي طائرة رياضية بمقعدين، أنتجت في ألمانيا. من صناعة يونكرز. كان أول طيران لها في 13 فبراير 1929. صنع منها 69 طائرة، وسعر الطائرة الواحدة منها هو RM 16200 أو 795 جنيه إسترليني.